# Liči
Liči (znanstveno ime Litchi chinensis) izvira iz jugovzhodne Azije, z juga Kitajske, Indonezije in Filipinov. Kitajci liči gojijo že več kot tri tisočletja, imajo pa ga za najboljši sadež, ki so ga zelo cenili številni kitajski cesarji. Nekoč so z ličijem plačevali celo davke, danes pa si jih Kitajci podarjajo ob vstopu v novo leto.

## Drevo
Liči je subtropska rastlina, ki poleti rabi visoke temperature in vlago, pozimi pa kratko hladno obdobje, ko pa se temperatura vseeno večinoma ne spusti pod ledišče. Zimzelena drevesa s temnozelenimi in svetlečimi listi zrastejo približno 10 do 15 metrov visoko. Danes poznamo približno 100 sort ličija, poleg jugovzhodne Azije pa ga največ pridelajo v Indiji, Južni Afriki, Avstraliji in ZDA. Ker je drevo zelo dekorativno, ga sadijo tudi na vrtove.

## Sadeži
Ličijevi sadeži jajčaste oblike so dolgi tri do pet centimetrov. Njihova groba hrapava in krhka lupina je rožnate ali rdeče barve. Ko se posuši, pa postane rjavkasta. Meso sladko-kislega okusa je belo, na sredini pa je razmeroma velika koščica. Obirajo zrele sadeže, saj nezreli obrani ličiji ne dozorijo. V Evropo zaradi dolge poti ličiji velikokrat prispejo potemneli.
Ker so ličiji precej občutljivi, jih veliko predelajo in prodajo v pločevinkah. Boljšega okusa so seveda sveži sadeži, ki popestrijo sadne solate, sladice in slane jedi. Kitajci jih cenijo v kombinaciji s perutnino in drugim mesom, posušene sladke ličije pa dajejo v čaj namesto sladkorja. V ličiju je veliko vitamina C in B, kalija, bakra, fosforja in magnezija.
Liči lupimo kot jajce in jemo kot češnje. Okusen je v sadnih solatah in desertih. Dobro se kombinira z mangom, dinjami in češnjami.